# Distrito de Sissach
Sissach é um distrito da Suíça, localizado no cantão de Basileia-Campo. Tem 138,29 km² de área e sua população em 2019 foi estimada em 36.051 habitantes. Sua sede é a comuna de Sissach.

## Comunas
Sissach está composto por um total de 29 comunas:
| Comuna       | População (31 de dezembro de 2019) | Área, km² |
| ------------ | ---------------------------------- | --------- |
| Anwil        | 548                                | 3.96      |
| Böckten      | 816                                | 2.28      |
| Buckten      | 693                                | 1.99      |
| Buus         | 1.094                              | 8.85      |
| Diepflingen  | 774                                | 1.44      |
| Gelterkinden | 6.287                              | 9.79      |
| Häfelfingen  | 244                                | 3.96      |
| Hemmiken     | 267                                | 3.39      |
| Itingen      | 2.167                              | 3.14      |
| Känerkinden  | 537                                | 1.48      |
| Kilchberg    | 161                                | 1.59      |
| Läufelfingen | 1.286                              | 8.15      |
| Maisprach    | 930                                | 5.06      |
| Nusshof      | 257                                | 1.72      |
| Oltingen     | 498                                | 7.18      |
| Ormalingen   | 2.262                              | 4.23      |
| Rickenbach   | 589                                | 2.90      |
| Rothenfluh   | 766                                | 10.93     |
| Rümlingen    | 442                                | 2.28      |
| Rünenberg    | 740                                | 4.98      |
| Sissach      | 6.702                              | 8.87      |
| Tecknau      | 838                                | 2.35      |
| Tenniken     | 911                                | 4.67      |
| Thürnen      | 1.358                              | 2.25      |
| Wenslingen   | 701                                | 5.91      |
| Wintersingen | 616                                | 6.95      |
| Wittinsburg  | 432                                | 3.21      |
| Zeglingen    | 490                                | 7.91      |
| Zunzgen      | 2.645                              | 6.87      |
| Total        | 36.051                             | 138.29    |